# Stanisław Garbacz
Stanisław Garbacz (ur. 13 grudnia 1937 w Niekłaniu Małym, zm. 9 grudnia 2021 w Kamiennej Woli) – polski działacz samorządowy i spółdzielczy, w latach 1983–1988 prezydent Kielc.

## Życiorys
Syn Jana i Anastazji. Przez wiele lat pełnił funkcję dyrektora Wojewódzkiej Kolumny Transportu Sanitarnego. Zajmował się działalnością kulturalną m.in. przy tworzeniu Zespołu Pieśni i Tańca „Kielce”. W 1973 został jednym z założycieli klubu piłkarskiego Korona Kielce. W latach 1983–1988 zajmował stanowisko prezydenta Kielc, był również radnym miejskim. Przez kilka kadencji pełnił funkcję przewodniczącego Rady Nadzorczej PSS „Społem”, był także członkiem Krajowej Rady Spółdzielczej oraz Przewodniczącym Klubu Sympatyków Lewicy. Zasiadał w radach nadzorczych spółek i spółdzielni mieszkaniowej.
16 grudnia 2021 pochowany na cmentarzu w Cedzynie.

## Odznaczenia
W 2013 został laureatem Nagrody Miasta Kielce.